# Brice Massamba
Pour les articles homonymes, voir Massamba.
Brice Kalemba-Massamba, né le 8 juillet 1988, à Lubumbashi, en République démocratique du Congo, est un joueur congolais naturalisé suédois de basket-ball. Il évolue aux postes d'ailier fort et de pivot. Il a deux frères Darly et Thomas et une sœur Tanya qui sont également basketteurs.